# The House of the Rising Sun
The House of the Rising Sun, a volte chiamata Rising Sun Blues, è una canzone tradizionale, che racconta di una vita andata male a New Orleans; molte versioni esortano anche un fratello o genitori e figli a evitare lo stesso destino. La versione commerciale di maggior successo, registrata nel 1964 dal gruppo rock britannico The Animals, fu una hit inglese che raggiunse il primo posto delle classifiche inglesi, statunitensi e francesi. A questa versione viene spesso attribuito il merito di essere stata la "prima hit folk rock" ripresa dal folk tradizionale. Questo brano ha avuto grandi successi nel corso del tempo e si è diffuso in varie parti del mondo.

## Storia

### Origini e prime versioni

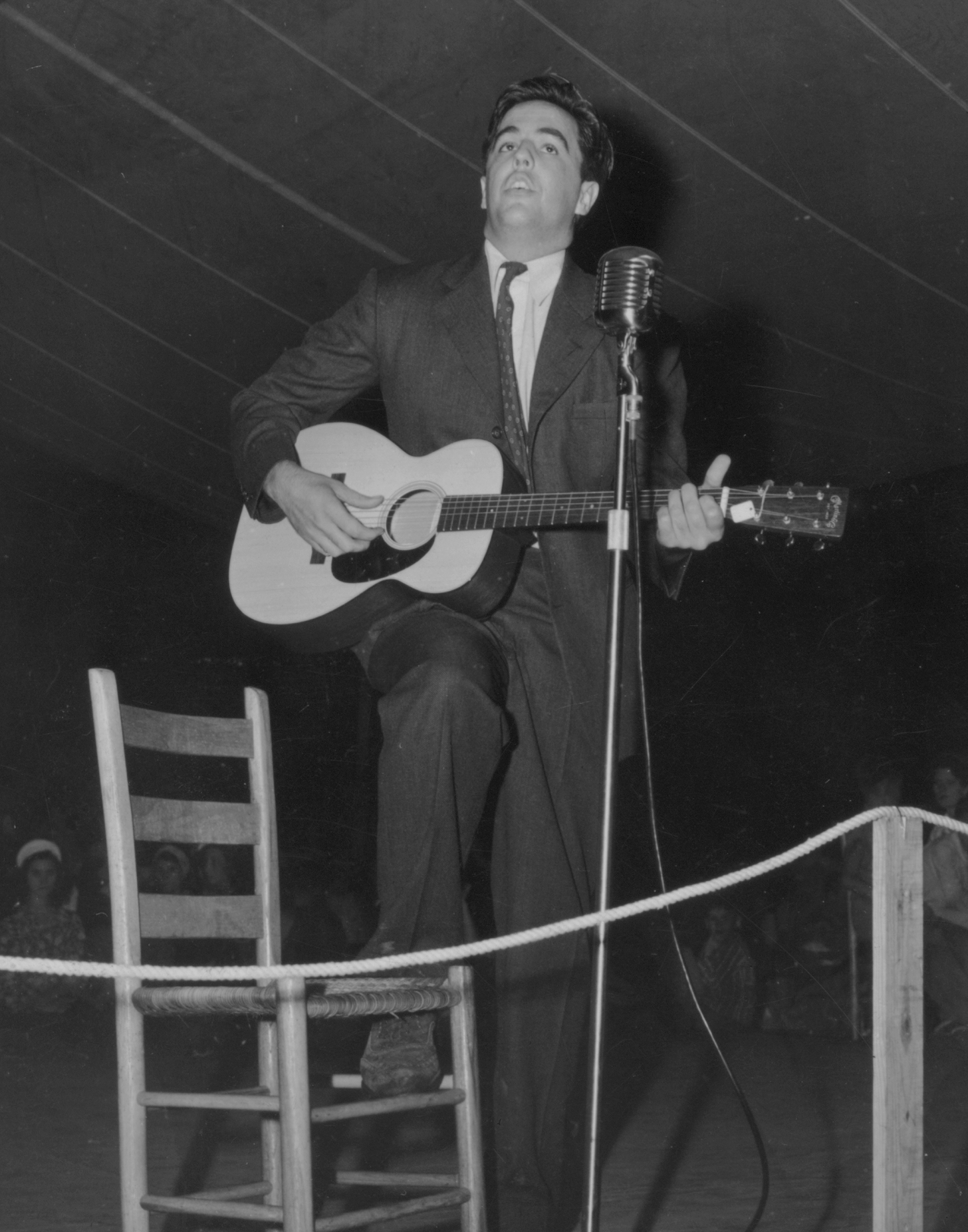
Lomax mentre suona la chitarra sul palco del Mountain Music Festival, Asheville, Carolina del Nord, nei primi anni 1940s.

Come tutti i brani di musica tradizionale, anche per The House of the Rising Sun l'autore è sconosciuto. Secondo molti musicologi il brano si basa sulla tradizione delle Broadside ballad, e tematicamente ha una certa somiglianza con la ballata del XVI secolo intitolata The Unfortunate Rake. Secondo Alan Lomax, autore nel 1941 della raccolta di canzoni Our Singing Country, l'espressione "Rising Sun" è stata usata per riferirsi alle case di tolleranza in due canzoni inglesi tradizionali. Poteva inoltre riferirsi anche ai pub inglesi. Secondo Lomax la melodia era presa da una ballata tradizionale inglese, probabilmente Matty Groves risalente al seicento, ma un confronto eseguito da Bertrand Bronson non ha mostrato una chiara relazione tra le due canzoni. La canzone sarebbe poi passata dall'Inghilterra a New Orleans tramite esecutori bianchi del sud. Vance Randolph propose invece l'alternativa dell'origine francese, per cui il "sole nascente" sarebbe riferito all'uso decorativo delle insegne a raggiera risalenti al tempo di Luigi XIV, e la canzone sarebbe passata nel nuovo continente tramite la colonizzazione francese delle Americhe
House of Rising Sun si dice che fosse conosciuto dai minatori nel 1905. La più antica versione fu quella pubblicata da Robert Winslow Gordon nel 1925, in una colonna Old Songs That Men Have Sung nella rivista Adventure. Il testo di quella versione iniziava così: "There is a house in New Orleans, it's called the Rising Sun/It's been the ruin of many a poor girl/Great God, and I for one".

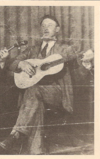
Gwen Foster nel 1927

La più antica registrazione nota con il titolo Rising Sun Blues, è dei musicisti appalachi Clarence "Tom" Ashley e Gwen Foster, che la registrarono il 6 settembre 1933 per la Vocalion (02576). Ashley disse di averlo imparato da suo nonno, Enoch Ashley. Roy Acuff, un "amico della prima ora ed apprendista" di Ashley, lo apprese e lo registrò come Rising Sun il 3 novembre 1938. Diverse registrazioni di blues precedenti di canzoni con titoli simili non avrebbero relazione con il brano, come ad esempio Rising Sun Blues (1927) di Ivy Smith e The Risin' Sun (1928) di Texas Alexander.
La canzone era tra quelle raccolte dal folklorista Alan Lomax, che, insieme a suo padre, era un curatore dell'Archivio di Archive Folk Song per la Library of Congress. In una spedizione con sua moglie nel Kentucky orientale, Lomax ha allestito il suo apparecchio di registrazione a Middlesboro, Kentucky, nella casa del cantante e attivista Tilman Cadle. Nel 1937, registrò una performance di Georgia Turner, la figlia sedicenne di un minatore locale. Lo chiamava The Rising Sun Blues. Lomax in seguito registrò una versione diversa cantata da Bert Martin e una terza cantata da Daw Henson, entrambi cantanti del Kentucky orientale. Nel suo libro di canzoni del 1941 Our Singing Country, Lomax attribuisce i testi a Turner, con riferimento alla versione di Martin.

### Prime uscite folk e blues
Lead Belly ha registrato la canzone con il titolo In New Orleans (House of the Rising Sun) e appare sull'album Leadbelly Vol. 3 (1939–1947) (2005).

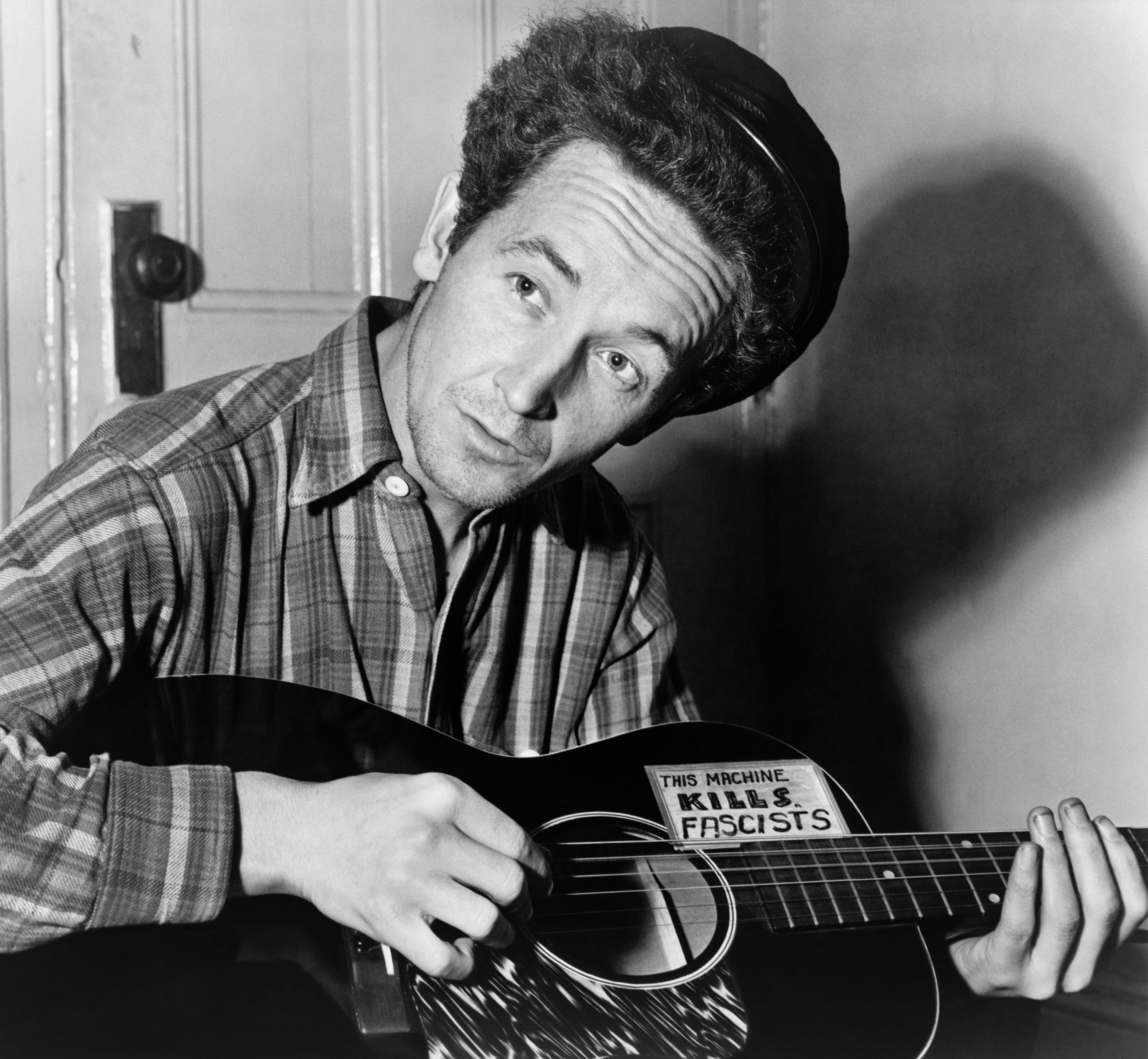
Woody Guthrie con la sua celebre chitarra

Nel 1941, Woody Guthrie registrò una sua versione. Keynote Records ne pubblicò uno di Josh White nel 1942, e Decca Records ne pubblicò una nel 1942 con la musica di White e la voce eseguita da Libby Holman. Holman e White collaborarono anche a una pubblicazione del 1950 della Mercury Records. A White è anche attribuito il merito di aver scritto nuove parole e musica che sono state successivamente rese popolari nelle versioni realizzate da molti altri artisti. White imparò la canzone da un "cantante bianco hillbilly", che avrebbe potuto essere Ashley, nella Carolina del Nord nel 1923-1924. Lead Belly registrò due versioni della canzone, nel febbraio 1944 e nell'ottobre 1948, rispettivamente In New Orleans e The House of the Rising Sun; quest'ultima è stata registrata in sessioni che sono state successivamente utilizzate nell'album Lead Belly's Last Sessions (1994, Smithsonian Folkways).
Nel 1957, Glenn Yarbrough registrò la canzone per la Elektra Records. La canzone è anche attribuita a Ronnie Gilbert in un album di The Weavers pubblicato alla fine degli anni '40 o all'inizio degli anni '50. Pete Seeger pubblicò una versione su Folkways Records nel 1958, che fu ripubblicata da Smithsonian Folkways nel 2009. Andy Griffith ha registrato la canzone nel suo album del 1959 Andy Griffith Shouts the Blues and Old Timey Songs. Nel 1960, Miriam Makeba ha registrato la canzone sul suo omonimo album RCA.
Joan Baez lo ha registrato nel 1960 sul suo omonimo album di debutto; ha eseguito la canzone in concerto per tutta la sua carriera. Nina Simone ha registrato la sua prima versione per l'album dal vivo Nina at the Village Gate nel 1962. In seguito Simone ha rifatto di nuovo la canzone nel suo album in studio del 1967 Nina Simone Sings The Blues. Tim Hardin lo ha cantato su This is Tim Hardin, registrato nel 1964 ma non pubblicato fino al 1967. The Chambers Brothers ha registrato una versione su Feelin 'the Blues, pubblicata su Vault Records (1970).

### L'arrangiamento di Van Ronk

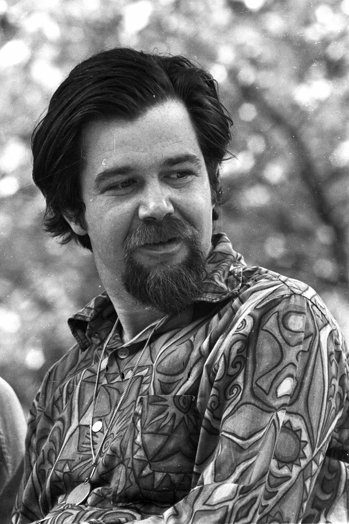
Dave Van Ronk suona al Philadelphia Folk Festival del 1968.

Alla fine del 1961, Bob Dylan registrò la canzone per il suo album di debutto, pubblicato nel marzo del 1962. Quella canzone non è accreditata a nessun autore, ma le note di copertina indicano che Dylan imparò questa versione della canzone da Dave Van Ronk. In un'intervista per il documentario No Direction Home: Bob Dylan, Van Ronk ha dichiarato che intendeva registrare la canzone e che Dylan ha copiato la sua versione. Van Ronk lo registrò subito dopo per l'album Just Dave Van Ronk.
In seguito, una sera del 1962 ero seduto al mio tavolo nel retro del Kettle of Fish, quando si avvicinò Dylan con la sua andatura dinoccolata. Era stato agli studi della Columbia con John Hammond a incidere il suo primo album. Sulla faccenda aveva un atteggiamento misterioso, e nessuno di mia conoscenza era stato presente alle sessioni di registrazione tranne Suze, la sua donna. Cercai di avere da lui informazioni, ma rimase sul vago. Tutto procedeva tranquillamente quando mi chiese: "Ehi, ci sarebbero problemi se io registrassi House of the Rising Sun con il tuo arrangiamento?" Merda. "Accidenti, Bobby, ho intenzione di farla io fra qualche settimana. Non potresti aspettare il tuo prossimo album?" Un lungo silenzio. "Uh Oh". Quel mugugno non mi piacque. "Cosa vuoi dire esattamente con quel ‘Uh Oh’?" "Beh" disse imbarazzato "L’ho già registrata."»

## Versione degli Animals
Un'intervista con Eric Burdon ha rivelato di aver ascoltato per la prima volta la canzone in un club di Newcastle, in Inghilterra, dove fu cantata dal cantante folk del Northumberland Johnny Handle. Gli Animals erano in tournée con Chuck Berry e l'hanno scelto perché volevano cantare qualcosa di distintivo.
La versione degli Animals traspone la narrazione della canzone dal punto di vista di una donna condotta in una vita di degrado a quella di un uomo il cui padre era stato trasformato in un giocatore d'azzardo e ubriacone, piuttosto che l'uomo dolce delle versioni precedenti.
Gli Animals avevano iniziato a presentare la loro versione di House of the Rising Sun durante il tour con Chuck Berry, usandolo come numero di chiusura per differenziarsi dai concerti che chiudevano sempre con brani rock dritti. Il brano vedeva un'ottima reazione del pubblico, convincendo così l'inizialmente riluttante produttore Mickie Most sul potenziale della canzone, e tra le fermate del tour il gruppo si fermò in un piccolo studio di registrazione presso il Kingsway di Londra per registrarla.

### Registrazioni e stampe
La canzone fu registrata in una sola ripresa il 18 maggio 1964, e inizia con l’ormai celebre arpeggio di accordi di Hilton Valentine. In seguito, lo stesso dichiarò di aver preso la sequenza di accordi di Dylan e averla arrangiata come arpeggio. La voce solista di Burdon inizia con una specie di "ululato", "voce sentimentale", e come "... profondo e ruvido come le città del carbone inglese di Newcastle che lo generarono". Infine, la parte pulsante dell'organo Vox Continental di Alan Price completa il suono. Burdon in seguito disse: "Stavamo cercando una canzone che attirasse l'attenzione della gente".
Il registrato di House of the Rising Sun durò quattro minuti e mezzo, un tempo troppo lungo per un singolo pop dell'epoca. Il produttore Most, che inizialmente non voleva registrare la canzone, dichiarò che: "Tutto era nel posto giusto... Ci sono voluti solo 15 minuti e questo permette di non rimetterci sulla produzione". Poi si ricredette e concesse un intero singolo, dicendo: "Siamo nell'epoca del microsolco, lo pubblicheremo".
Negli Stati Uniti, tuttavia, il singolo originale (MGM 13264) era una versione di 2:58. La ristampa MGM Golden Circle (KGC 179) presentava la versione inedita di 4:29, sebbene l'etichetta discografica indicasse il tempo di riproduzione modificato di 2:58. La versione modificata fu inclusa nell'album di debutto omonimo statunitense del 1964, mentre la versione completa fu successivamente inclusa nel loro album di greatest Hits più famoso degli Stati Uniti del 1966, The Best of the Animals. Tuttavia, la primissima uscita americana della versione integrale fu su un album del 1965 di vari gruppi intitolato Mickie Most Presents British Go-Go (MGM SE-4306), la cui copertina, sotto riportava House of the Rising" Sun, come la "Versione originale non tagliata". Gli americani poterono anche ascoltare la versione completa nel film Go Go Mania nella primavera del 1965.
House of the Rising Sun non fu incluso in nessuno degli album britannici del gruppo, ma fu ristampato come singolo due volte nei decenni successivi, raggiungendo il 25º posto delle classifiche nel 1972 e l'11° nel 1982, con una registrazione che utilizzava il famoso organo Wittelsbach.
La versione degli Animals è stata suonata su una metrica di 6/8, a differenza del 4/4 della maggior parte delle versioni precedenti. Non essendoci spazio sufficiente per nominare tutti e cinque i membri della band sull'etichetta discografica, Alan Price fu l’unico ad essere accreditato come organizzatore del brano, essendo il primo in ordine alfabetico. Questo fatto causò dissidi tra i membri della band.

### Accoglienza
House of the Rising Sun fu un successo internazionale: dopo aver raggiunto la vetta della Official Singles Chart del Regno Unito nel luglio del 1964, superò la classifica dei singoli pop degli Stati Uniti due mesi dopo, il 5 settembre 1964, dove rimase per tre settimane, divenendo il primo numero uno della British invasion non collegato ai Beatles. Fu il successo del gruppo in entrambi i paesi e divenne la loro canzone simbolo. La canzone fu anche un successo in molti altri paesi, tra cui l'Irlanda, dove raggiunse il n. 10 e lasciò le classifiche una settimana dopo.
Secondo John Steel, Bob Dylan gli disse che quando sentì per la prima volta la versione di The Animals sulla sua autoradio, si fermò ad ascoltare, «saltò fuori dalla sua macchina [e] sbatté sul cofano«. Fu quella l'ispirazione che lo portò ad un sound elettrico. Dave Van Ronk sostiene che la versione di The Animals - come la versione precedente di Dylan - era basata sul suo arrangiamento della canzone.
Dave Marsh descrisse l'impatto di The Animals su The House of the Rising Sun come « [...] la prima hit folk-rock», che suona « [...] come se avessero collegato l'antica melodia a un filo elettrico». Lo scrittore Ralph McLean della BBC fu d'accordo sul fatto che «Fu senza dubbio il primo brano folk rock», definendolo «un singolo rivoluzionario», dopo del quale «il volto della musica moderna cambiò per sempre».
La versione della canzone degli Animals è oggi riconosciuta come uno dei classici della musica pop britannica. Lo scrittore Lester Bangs lo ha definito «un brillante riarrangiamento» e «una nuova interpretazione standard di una vecchia composizione standard». Rolling Stone l'ha posizionata al numero 122 nella lista de i 500 migliori brani musicali secondo Rolling Stone. È anche una delle 500 canzoni del Rock and Roll Hall of Fame che hanno definito il Rock and Roll. La RIAA lo classificò al numero 240 nella loro lista di canzoni del secolo. Nel 1999 ha ricevuto il Grammy Hall of Fame Award. È da tempo diventato un punto fermo di oldies e classic rock da radio. Un sondaggio del 2005 di Channel 5 lo ha classificato come il quarto brano preferito della Gran Bretagna.

## Versione dei Frijid Pink
Nel 1969, la band di Detroit Frijid Pink registrò una versione psichedelica di House of the Rising Sun, che divenne un successo internazionale nel 1970. La loro versione è in 4/4 (come Van Ronk e le versioni precedenti, diversamente dalla versione in 6/8 usata dagli Animals) ed è trasportata nel suo evolvere, dalla chitarra distorta di Gary Ray Thompson con effetti fuzz e wah-wah, in contrasto con la frenetica batteria di Richard Stevers.
Secondo Stevers, la registrazione di Frijid Pink di House of the Rising Sun fu una improvvisata durante una sessione di registrazione presso i Tera Shirma Recording Studios. Stevers in seguito suonò frammenti delle tracce di quella sessione per Paul Cannon, il direttore musicale della principale stazione radio rock di Detroit, la WKNR; i due si conoscevano, poiché Cannon era il padre della ragazza di Stevers. Stevers ha ricordato che "abbiamo esaminato tutto e [e Cannon] non disse molto. Poi "House [of the Rising Sun]" è iniziato e l'ho spento immediatamente perché non era qualcosa in cui volevo davvero credere". Tuttavia, Cannon si incuriosì e fece in modo che Stevers suonasse il brano completo per lui, poi consigliò a Stevers: "Di 'a Parrot [l'etichetta di Frijid Pink] di lasciare "God Gave Me You" (il singolo di allora del gruppo) e andare con questo".
Il debutto di House of the Rising Sun dei Frijid Pink li vide subito al numero 29 nella hit parade del WKNR del 6 gennaio 1970, e fece breccia a livello nazionale dopo circa sette settimane, durante le quali il brano è stato rilanciato alla radio tre volte, con un debutto al numero 73 sulla Hot 100 della Billboard del 27 febbraio 1970 (numero 97 Canada 1970/01/31) con una successiva salita di tre settimane ai primi 30 in rotta verso un picco Hot 100 del numero sette il 4 aprile 1970. La certificazione del singolo di Frijid Pink House of the Rising Sun come disco d'oro per vendite interne di un milione di copie fu riportato nella pubblicazione di Billboard del 30 maggio 1970.
Il singolo di Frijid Pink House of the Rising Sun diede alla canzone ancor maggiore diffusione, con un 3º posto nelle classifiche austriache, un 6° nel Belgio fiammingo, un 3° in Canada e Danimarca, un 1º posto per due settimane in Germania,  e poi Grecia, Irlanda (numero 7), Israele (numero 4), Paesi Bassi (numero 3), Norvegia (sette 7 al numero uno), Polonia (numero 2), Svezia (numero 6), Svizzera (numero 2) e Regno Unito (numero 4). Il singolo è stato anche in classifica in Australia (numero 14), Francia (numero 36) e Italia (numero 54).

## Le versioni italiane:Non dite a mia madreeLa casa del sole

### Riki Maiocchi
Nel 1964, ben prima di fondare I Camaleonti, Riki Maiocchi, esponente del beat italiano, pubblicò con la band Riky Maiocchi e i Mods il suo secondo singolo 7" contenente la prima versione italiana di The House of the Rising Sun intitolata Non dite a mia madre (The House Of The Rising Sun) (il lato B vedeva poi una cover di P.S. I Love You). Il testo era scritto da Luigi Menegazzi e venne totalmente riambientato rispetto sia alla versione di Dylan che a quella degli Animals, trasformandola ora in una canzone che tratta chiaramente di un prigioniero nel braccio della morte, in attesa che venga eseguita la condanna. La canzone fu però censurata perché considerata una presunta istigazione al suicidio. La Columbia dovette quindi ritirarla dal mercato.
Sempre la Columbia fece poi re-incidere il brano a Riki Maiocchi e i Mods nella nuova versione con il testo riscritto da Mogol e Vito Pallavicini, e conosciuta con il nuovo titolo La casa del sole (1965). Purtroppo questa nuova versione vide le stampe troppo tardi. Lo stesso brano, con lo stesso testo, era infatti stato già pubblicato da Los Marcellos Ferial, una band italiana di musica pop che allora si inseriva nel filone di gran moda della musica latino-americana e caraibica. Nonostante le vendite discrete della versione di Maiocchi, nel 1965 fu questa la versione che impazzò nelle classifiche nazionali.

### Los Marcellos Ferial
La casa del sole dei Los Marcellos Ferial, con il testo di Mogol e Vito Pallavicini, stravolge completamente il senso della canzone, trasformandola in una storia d'amore.

### Altre versioni italiane
Nel 1965 Luigi Chiocca con I Cantori Moderni di Alessandroni e l'orchestra diretta da Robby Poitevin hanno eseguito una cover del brano (Mogol - Vito Pallavicini - Alan Price) (Arc, AN 4042) inserita nella compilation Arc collection - Tutti i successi originali del 2001 (Arc, 74321860072(10)).
Anche Guido Relly ha cantato la versione in italiana per l'album del 2015 Guido Relly voce e orchestra 1965 (RCA Records, B01DHO3X04).
Nel 2008, i Pooh hanno inserito La casa del sole nel loro album Beat ReGeneration.

## Versione di Johnny Hallyday in francese
La canzone è stata rifatta in francese da Johnny Hallyday con il titolo di Le Pénitencier e fu pubblicata nell'ottobre del 1964. Il brano rimase per una settimana al numero uno della classifica delle vendite dei singoli in Francia (dal 17 al 23 ottobre). In Vallonia (Belgio francese), il suo singolo rimase in classifica per 28 settimane, raggiungendo anche il numero uno.
Durante il suo tour negli USA del 2014, Le Pénitencier fu uno dei brani in scaletta.

## Versione dei Los Speakers in spagnolo
La band colombiana Los Speakers rifece la canzone con il titolo La Casa del Sol Naciente, nel loro album del 1965. Il brano dava anche il titolo al disco.